# 主題 (音楽)
音楽における主題（しゅだい、またはテーマ）とは、己を作る上での中心となる旋律、リズム上特徴のある段落（短い一区切りの旋律）をいう。動機の発展によってできた段落が小楽節であるが、多くの場合それだけで主題を構成する。主題の内容は、動機の変奏、動機の対比、動機の延長などによってできたものである。
普通主題は、第1（主要・中心）主題、第2（副）主題（またはさらに第3主題、…）の２つがあって、楽曲はこれらの主題を発展させて構成されてゆく。独立した序奏部に現れる主題は序奏主題ということもある。
ソナタ形式は、主題が提示され、これらをもとに展開が行われたのち、主題が再現されるというのが基本構造である。
フーガは、カノンから発達した技法で、主題の旋律と応答の旋律が、追いかけたり、からみあったりして対位法的なあらゆる技法が用いられる。たとえば、3声からなるフーガでは、主要主題が3回、3つの異なる声部（ソプラノ・アルト・バスなど）で演奏され、4声フーガでは主要主題は4回演奏される。
変奏曲では、変奏の元になる旋律等を主題と呼ぶ。従って、「○○の主題による変奏曲」のような題名のつけられた変奏曲は多い。
モチーフ（Motiv：モティーフ、動機）とは一般に、主題よりも短い旋律的要素をいう。あるモチーフを基にして主題が構成されることもあり、逆に主題から抽出されたモチーフを基にして音楽を構成していく形式（主題労作）も多い。音楽（特に描写的音楽）で表現される人物、場所、概念などに付随するモチーフをライトモチーフ（Leitmotiv：示導動機）といい、これに近いものを「主題」と呼ぶこともある（BACH主題など）。
主題は近代以前の音楽では重要な構成原理であるが、現代音楽では主題によらない音楽作品も多い。初期のものとしては、シェーンベルクと新ウィーン楽派の無調音楽がある。